# Católico no practicante
Un católico no practicante es una persona que está bautizada y se autodefine como católica, pero que no practica su fe en su plenitud. Un católico no practicante sigue siendo considerado un católico según la ley canónica. 

## Enseñanza católica sobre la pertenencia a la Iglesia
Según el Catecismo de la Iglesia católica, el bautismo "imprime en el cristiano un sello espiritual indeleble de su pertenencia a Cristo. Este sello no es borrado por ningún pecado, aunque el pecado impida al bautismo dar frutos de salvación".

## Terminología
Algunos católicos no practicantes van a misa en ocasiones especiales como Navidad y Semana Santa, o, incluso menos a menudo, solamente en bodas, bautizos y comuniones. Estos últimos son denominados "católicos de bodas, bautizos y comuniones", o más abreviadamente "BBC".
Otro término relacionado es el de "católico a la carta", que se refiere a quien se considera a sí mismo católico, pero disiente de una o más enseñanzas doctrinales o morales de la Iglesia, especialmente en lo que concierne a la moral sexual.